# Легислатура Оклахомы
Легислатура Оклахомы (англ. Legislature of the State of Oklahoma) — законодательной орган штата Оклахома. Легислатура состоит из двух палат — Палаты представителей Оклахомы с 101 членом и Сената Оклахомы с 48 членами. Заседания легислатуры проходят в Капитолии штата Оклахома, расположенном в Оклахома-Сити. Сенаторы избираются на четыре года, а представители — на два года с максимальным 12-летним сроком службы для членов обеих палат. Очередные всеобщие выборы проводятся в чётные годы, причём выборы сенаторов также проходят раз в два года: каждый чётный год переизбирается половина Сената.
Легислатура была создана в соответствии со ст. 5 Конституции Оклахомы и стала преемницей легислатуры территории Оклахома, которая прекратила своё существование после присоединения территории к США. Первая сессия легислатуры проходила с 2 декабря 1907 года по 26 мая 1908 года. В действующей 60-й легислатуре, заседающей с 2025 года, квалифицированное большинство имеет Республиканская партия: 81 из 101 места в Палате представителей и 40 из 48 мест в Сенате занимают республиканцы (их партия сохраняет большинство с 2000-х годов, на протяжении XX века в обеих палатах, как правило, господствовали демократы).

## Законодательные сессии
Легислатура собирается на общее заседание каждый нечётный год, начиная с полудня первого понедельника февраля. Длительность общего заседания не может превышать 160 законодательных дней и должно быть окончательно закрыто в пять часов вечера последней пятницы мая. За исключением проекта бюджета, для внесения всех иных законопроектов на бюджетную сессию требуется две трети голосов Сената или Палаты представителей. Губернатор штата или легислатура праве созывать специальные сессии в любое время.

## Требования к кандидатам и членам
Кандидатом в сенаторы может быть лицо не моложе 25 лет, которое является гражданином США и Оклахомы, а также проживало в представляемом округе не менее 6 месяцев, предшествующих выборам. К кандидатам в члены Палаты представителей предъявляются аналогичные требования, за исключением возраста: представителем может быть лицо не моложе 21 года. Кандидатом в члены легислатуры не может быть лицо, осуждённое за тяжкое преступление.
Члены легислатуры не могут выступать в качестве других должностных лиц США или правительства штата. Конституционная поправка ввела ограничения на срок полномочий членов легислатуры. Срок полномочий ограничен в общей сложности 12 годами — это совокупный срок службы в обеих палатах вне зависимости от последовательности службы.

## Зарплата
Основная зарплата сенаторов и представителей одинакова и на 2006 год составляла 38 400 долларов США в год. Председатель Сената и спикер Палаты представителей получают дополнительно 17 392 доллара в год. Председателю комитета по ассигнованиям, лидерам большинства и лидерам меньшинств каждой палаты выплачивается дополнительно 12 364 доллара в год.